# 迪米特縣
迪米特縣（英語：Dimmit County）是美國德克薩斯州南部的一個縣。面積3,456平方公里。根據美國2000年人口普查，共有人口10,248人。縣治卡里索斯普林斯（Carrizo Springs）。
成立於1858年2月1日，縣政府成立於1880年11月2日。縣名紀念戈利亞德之役後任司令官的菲利浦·迪米特（Philip Dimmitt）。縣名的拼法源於建縣法案的錯誤所致。